# Retaule de Veit Stoss
El Retaule de Veit Stoss (en polonès: Ołtarz Wita Stwosza), també conegut com el Retaule de Santa Maria (en polonès: Ołtarz Mariacki) és el retaule gòtic més gran en el món i un tresor nacional de Polònia. Es troba darrere de l'altar major de la Basílica de Santa Maria, a Cracòvia. El retaule fou tallat entre 1477 i 1484 per l'escultor Veit Stoss (conegut en polonès com a Wit Stwosz), qui emigrà a la ciutat al voltant d'aquell temps i visqué allà durant 20 anys. La feina es pagà gràcies a «subscripcions i herències d'alemanys».
L'any 1941, durant l'ocupació nazi, el retaule fou desmantellat per a ser embarcat al Tercer Reich per ordre de Hans Frank, el governador-general d'aquella part de la Polònia ocupada. L'any 1946 fou recuperat a Baviera, amagat al soterrani del fortament bombardejat Castell de Nuremberg. L'Altar major experimentà tasques importants de restauració a Polònia i fou recol·locat al seu lloc d'origen a la basílica 10 anys més tard.

## Història

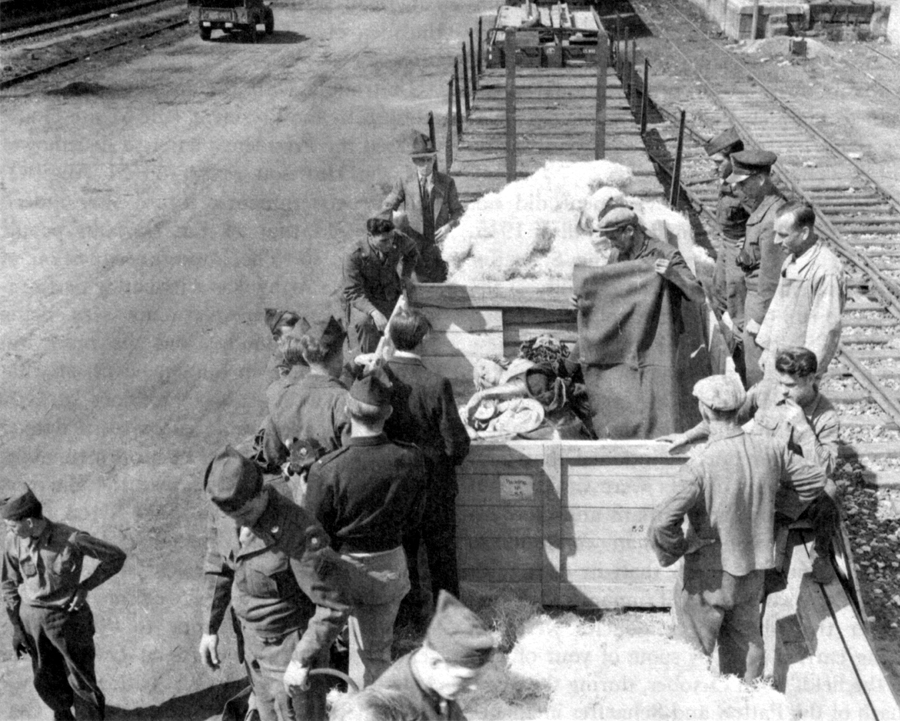
Abril 1946: Obrers alemanys i guàrdies GI fan un darrer cop d'ull al cap de la principal figura del retaule

### Creació
Probablement l'antic altar major del segle xiv va ser destruït pel col·lapse de la volta del cor al 1442. També podria haver estat destruït pel foc.
Tres dècades després, els regidors de Cracòvia i els ciutadans van parlar per comprar un nou altar. Atès que hi va haver bones relacions econòmiques amb Nuremberg, es va trobar allí a Veit xoc d'un artista, al que es va perdonar l'ordre per a la producció de l'altar. Probablement va viatjar a Cracòvia el 1476 per planificar, contractar i adquirir fusta tallada, abans de traslladar la seva residència allà el 1477 i comprar una casa. Es necessitava fins a 500 troncs d'arbres per tallar les figures més grans. Com que els troncs més gruixuts requereixen de quatre a cinc anys per a assecar les escultures del santuari principal, va començar el seu treball el 1477 amb la talla dels relleus de fusta plans de les ales. Va completar l'altar nou de color i daurat el 1489. La ciutadania de Cracòvia va donar 2808 gulden com a taxa per aquest treball. Aquest import hauria d'haver correspost amb el pressupost anual del llavors capital de Cracòvia. Pel que fa a dotze anys de treball i donat el fet que Veit Stoß va haver d'utilitzar els diners per finançar un taller amb empleats, aquesta quantitat és bastant baixa. Per tal de salvar, l'artista probablement ha treballat en gran manera independentment. També va interrompre aquesta activitat diverses vegades per a altres treballs.
Es van realitzar extenses renovacions de l'altar en els anys 1866-1871 i 1932-1933. Durant la Segona Guerra Mundial, l'altar major de Krakauer de Kajetan Mühlmann va ser confiscat i deportat per Hans Posse pel "Museu Führer" previst a Linz com a art saquejat a la Gran Alemanya. Per protegir-lo de les bombes, es va emmagatzemar en el búnquer d'art històric sota el castell de Nuremberg. Després de la guerra, l'altar va ser retornat a la ciutat de Cracòvia, tractat de forma conservadora des de 1946 fins a 1950 i inicialment emès en Wawel per ordre de les autoritats comunistes. El 1957 l'altar va ser retornat al seu lloc original al Marienkirche.

### Segona Guerra Mundial
Unes quantes setmanes abans de l'esclat de la Segona Guerra Mundial i l'ocupació alemanya de Polònia, els polonesos apartaren el retaule a part i emmagatzemaren les seves principals estàtues en contenidors dispersats pel país. El contenidors foren localitzats per una unitat nazi anomenada «Sonderkommando Paulsen», saquejats i transportats al Tercer Reich, probablement a Berlín. Els plafons també foren trobats i enviats a Alemanya, concretament al soterrani del Castell de Nuremberg. Al castell, presoners polonesos enviaren missatges a membres de la Resistència polonesa informant que el retaule es trobava allà. El retaule sobrevisqué la guerra malgrat els forts bombardeigs a Nuremberg. La peça artística fou descoberta pel compte Emeryk Hutten-Czapski, que combatia amb la 1a Divisió Blindada Polonesa, i retornada a Polònia l'any 1946, on experimentà una important restauració. Fou recol·locat a la Basílica de Santa Maria l'any 1957.
El retaule fou restaurat diverses vegades en la seva història, no només després del final de la Segona Guerra Mundial. Per primer cop, fou restaurat abans del 1600, després el 1866–1870, el 1932–1933, el 1946–1949, el 1999 i, finalment, el 2017.
L'Església de Sant Joan de Kęty a Chicago, un històric centre de culte en estil de Catedral polonesa, conté una còpia detallada d'aquesta obra mestra. Aquesta còpia d'escala 3 a 1, és la feina feta més gran i més detallada de la seva classe, i fou encarregada l'any 2003 com a tribut als immigrants de la regió de Galítsia de Polònia i Ucraïna, qui fundaren la parròquia l'any 1893.

## Descripció
El Retaule de Veit Stoss té, aproximadament, 13 metres d'altura i 11 metres d'amplada, amb els plafons del tríptic resten completament oberts. Les estàtues de caràcter realista són de 2,7 metres d'altura; cadascuna fou tallada d'un tronc d'arbre de til·ler de fulla petita. Altres parts del retaule foren fetes de fusta de roure, i el fons fou construït amb fusta de làrix. Quan resta tancat, el retaule mostra plafons de 12 escenes de la vida de Jesús i Maria.
L'escena a la part baixa del retaule principal (centre) mostra la mort de la mare de Jesús, Maria, en presència dels Dotze Apòstols. La part de centre superior il·lustra l'Assumpció de Maria. A dalt de tot, fora del marc principal, es mostra la coronació de Maria, flanquejada per figures de Sant Estanislau i Sant Adalbert. Els plafons dels costat mostren les sis escenes restants del Goigs de Maria:
| Anunciació         |  | Escena del centre, la mort de Maria, en presència dels dotze Apòstols |  | Resurrecció de Crist |
| Nativitat de Crist |  | Escena del centre, la mort de Maria, en presència dels dotze Apòstols |  | Ascensió de Crist    |
| Reis d'Orient      |  | Escena del centre, la mort de Maria, en presència dels dotze Apòstols |  | Pentecosta           |

## Fotografies

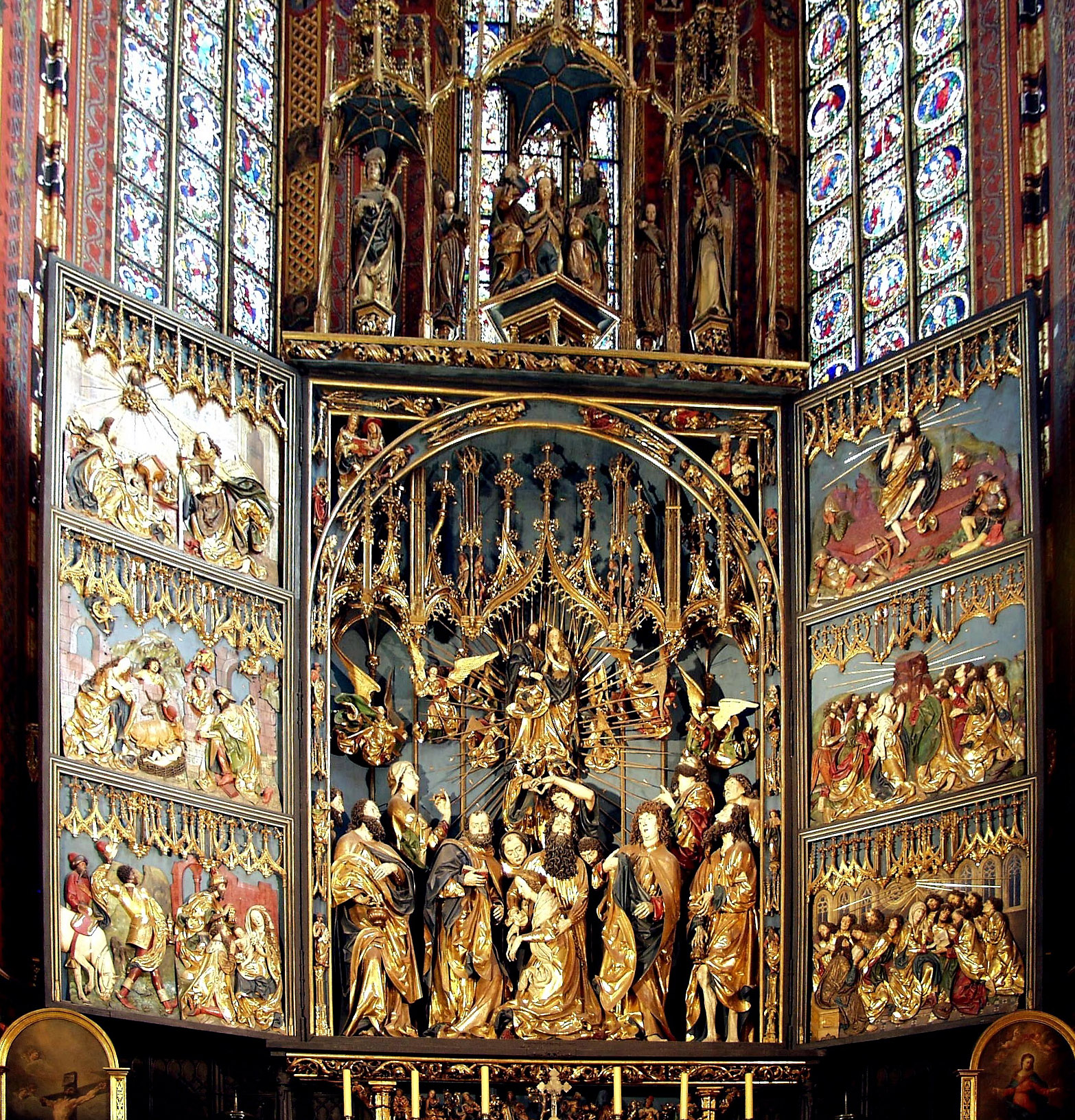
Vista general
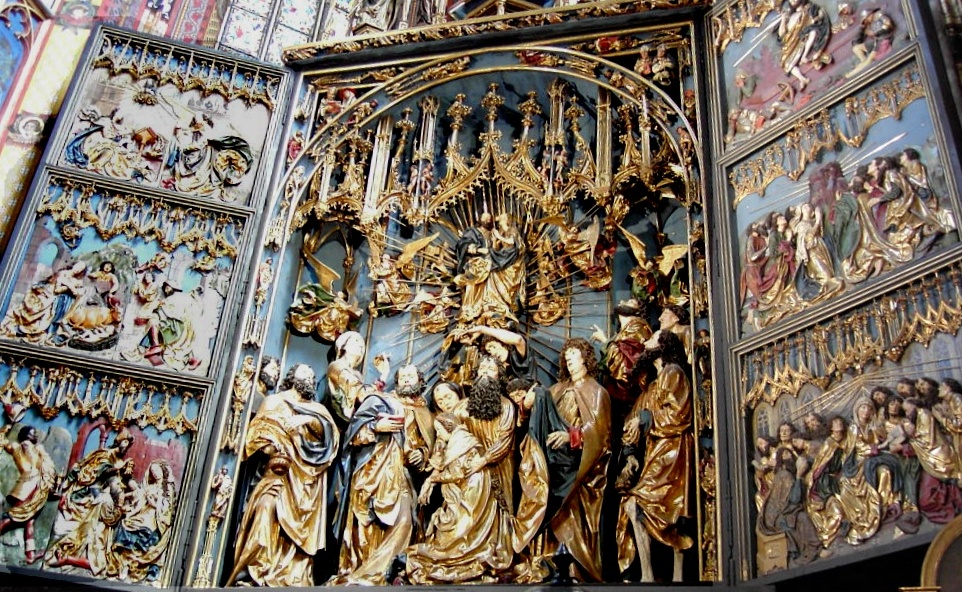
Centre del retaule
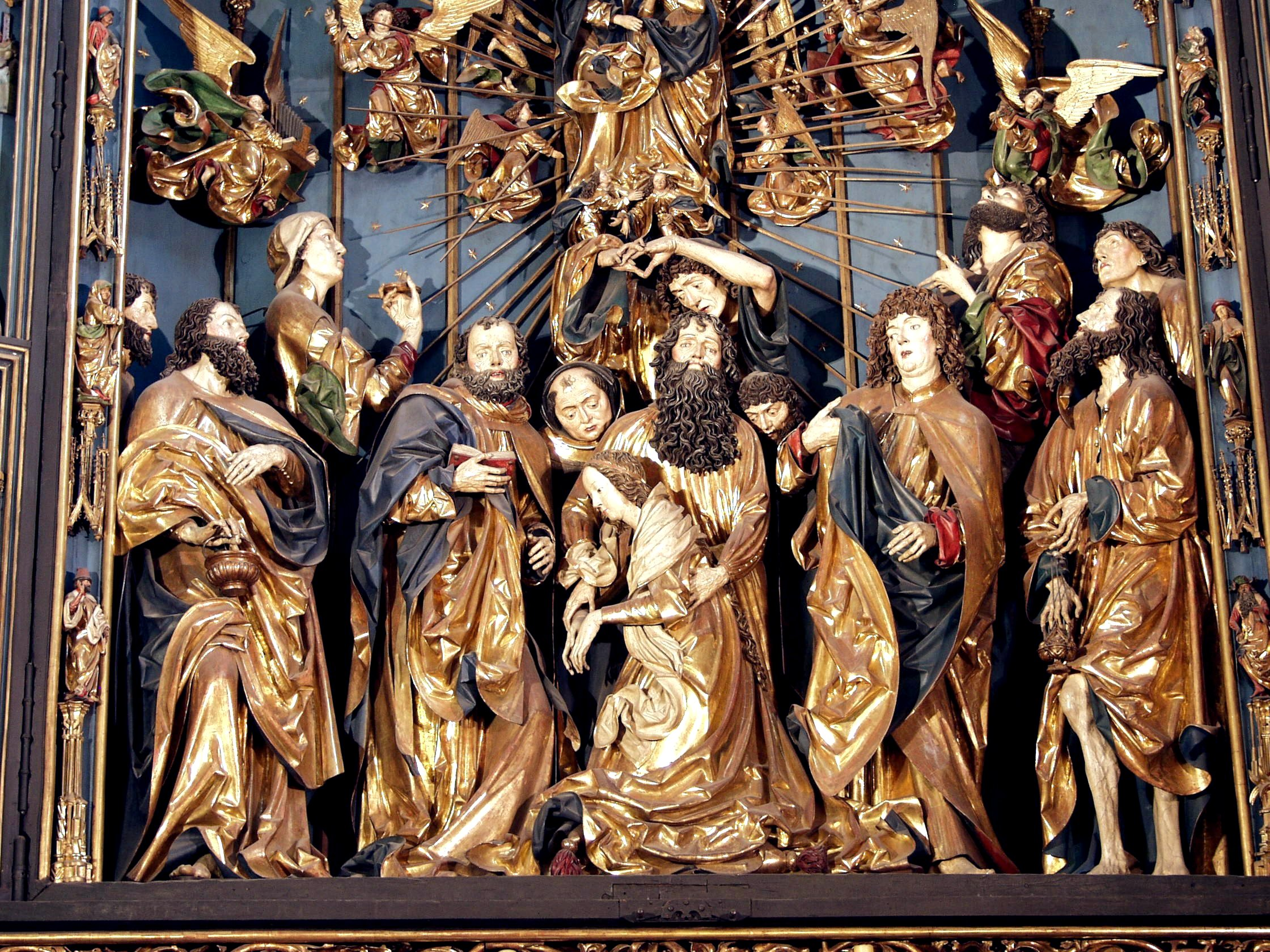
Dormició de Maria
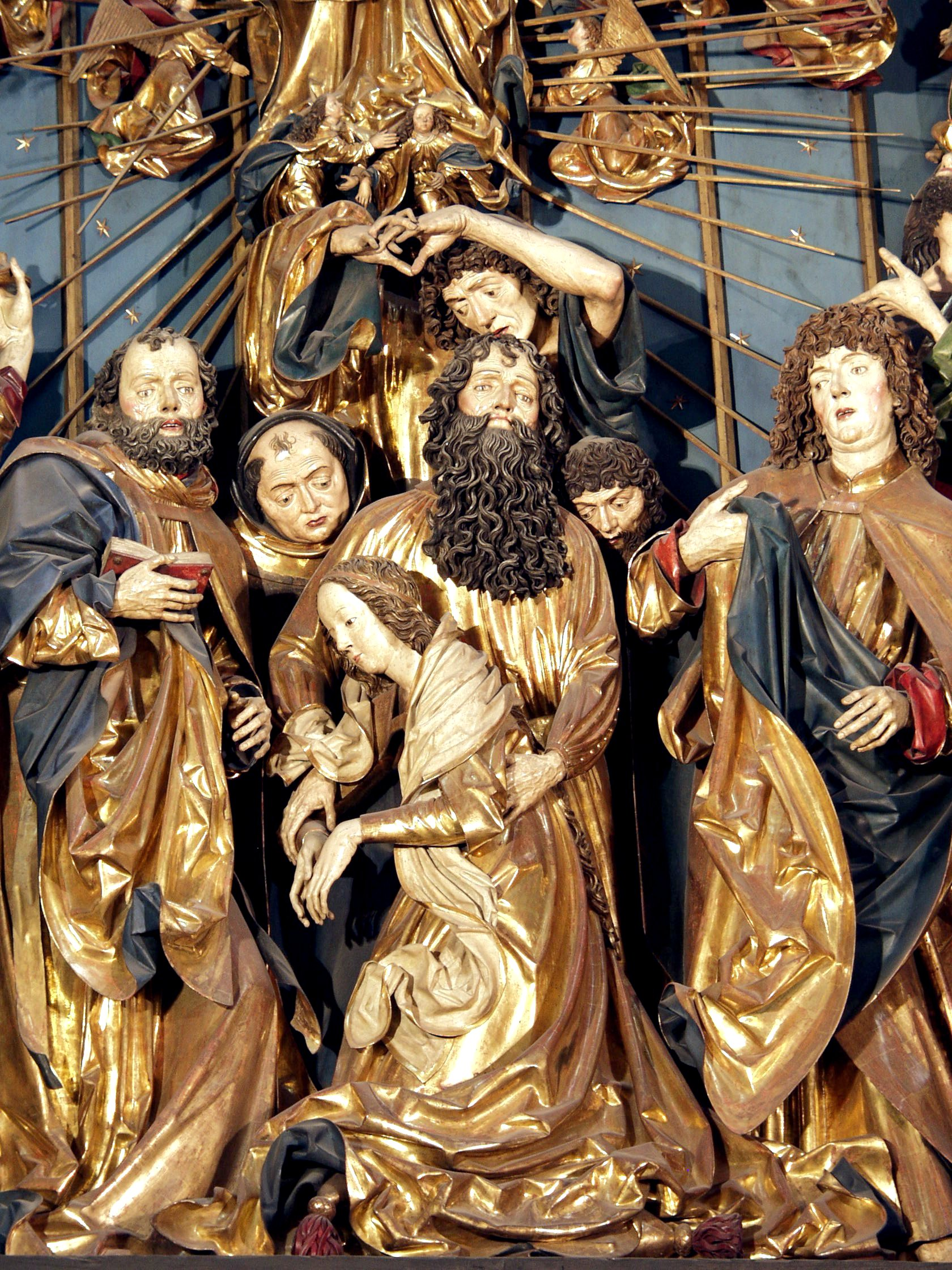
Dormició de Maria, detall
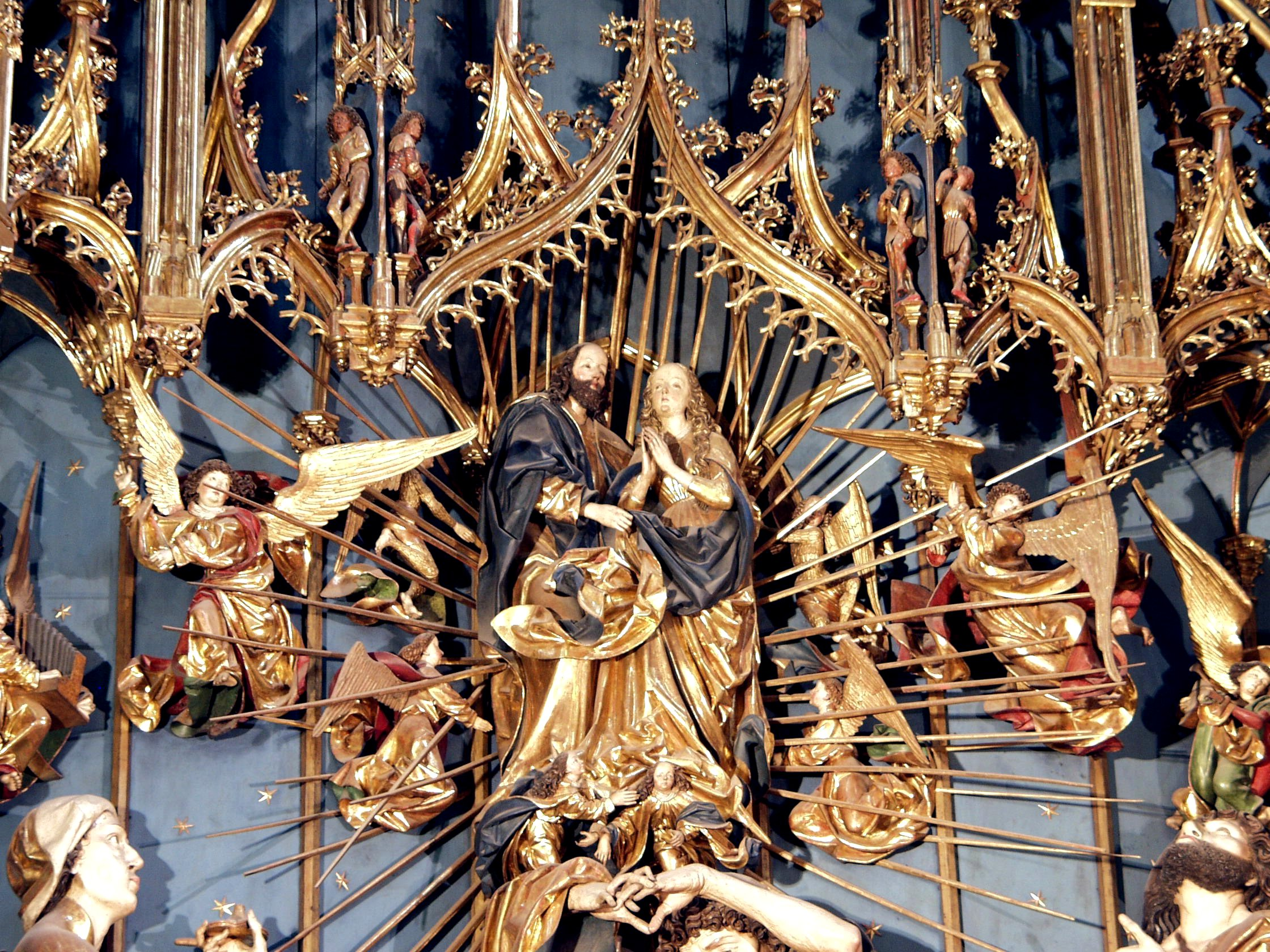
Assumpció de Maria
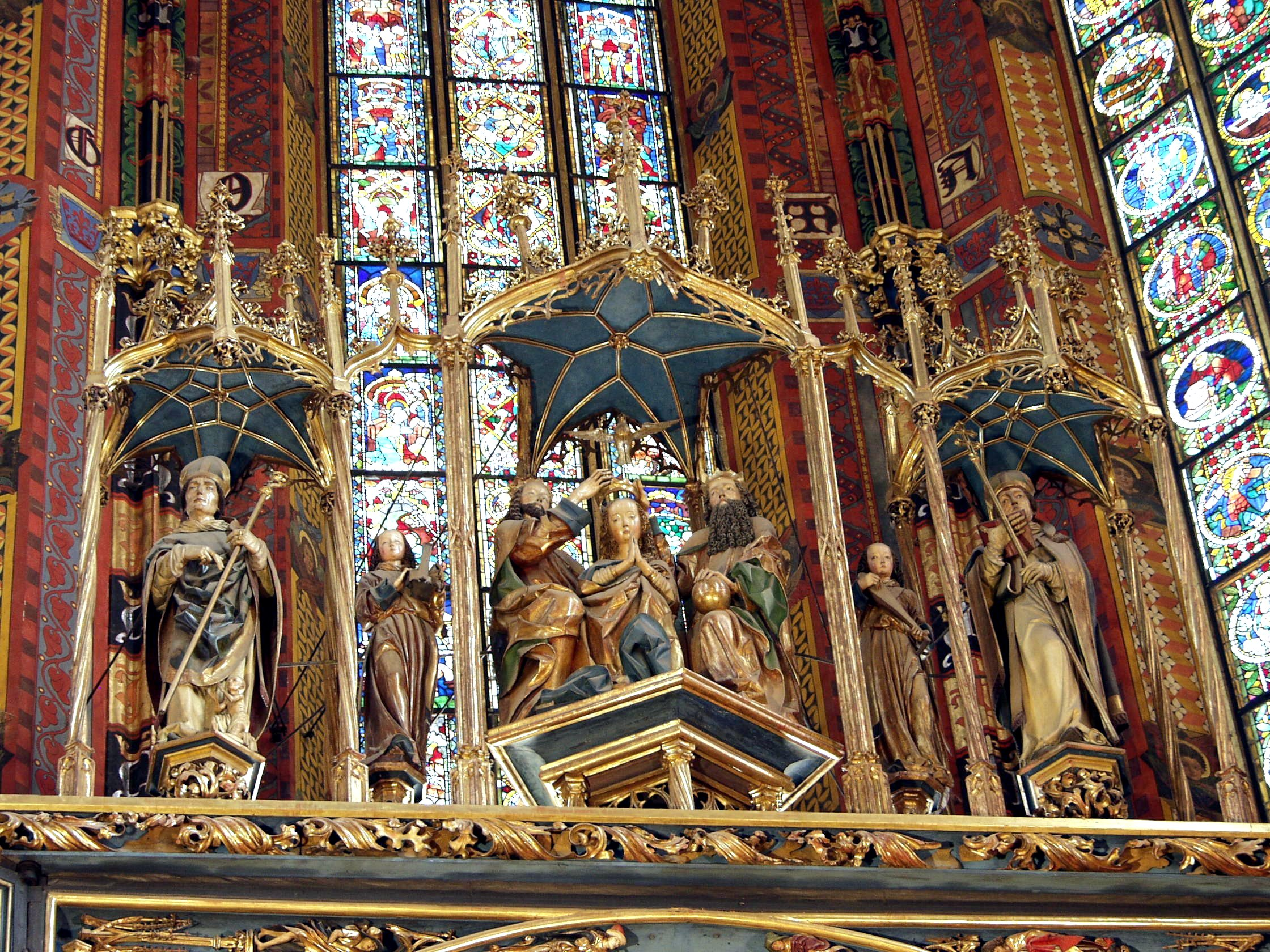
Coronació de Maria, amb Sant Estanislau i Sant Adalbert
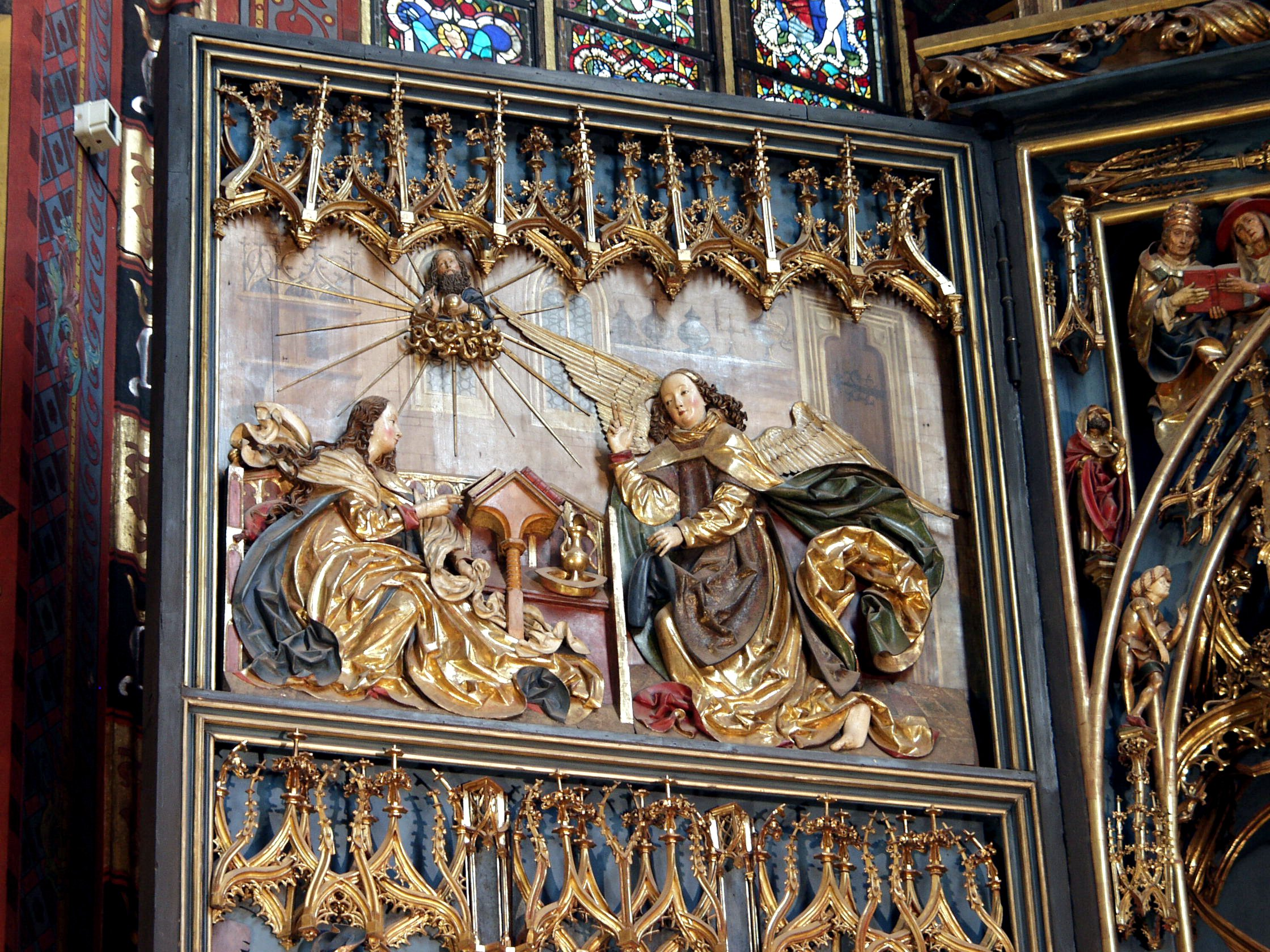
Anunciació
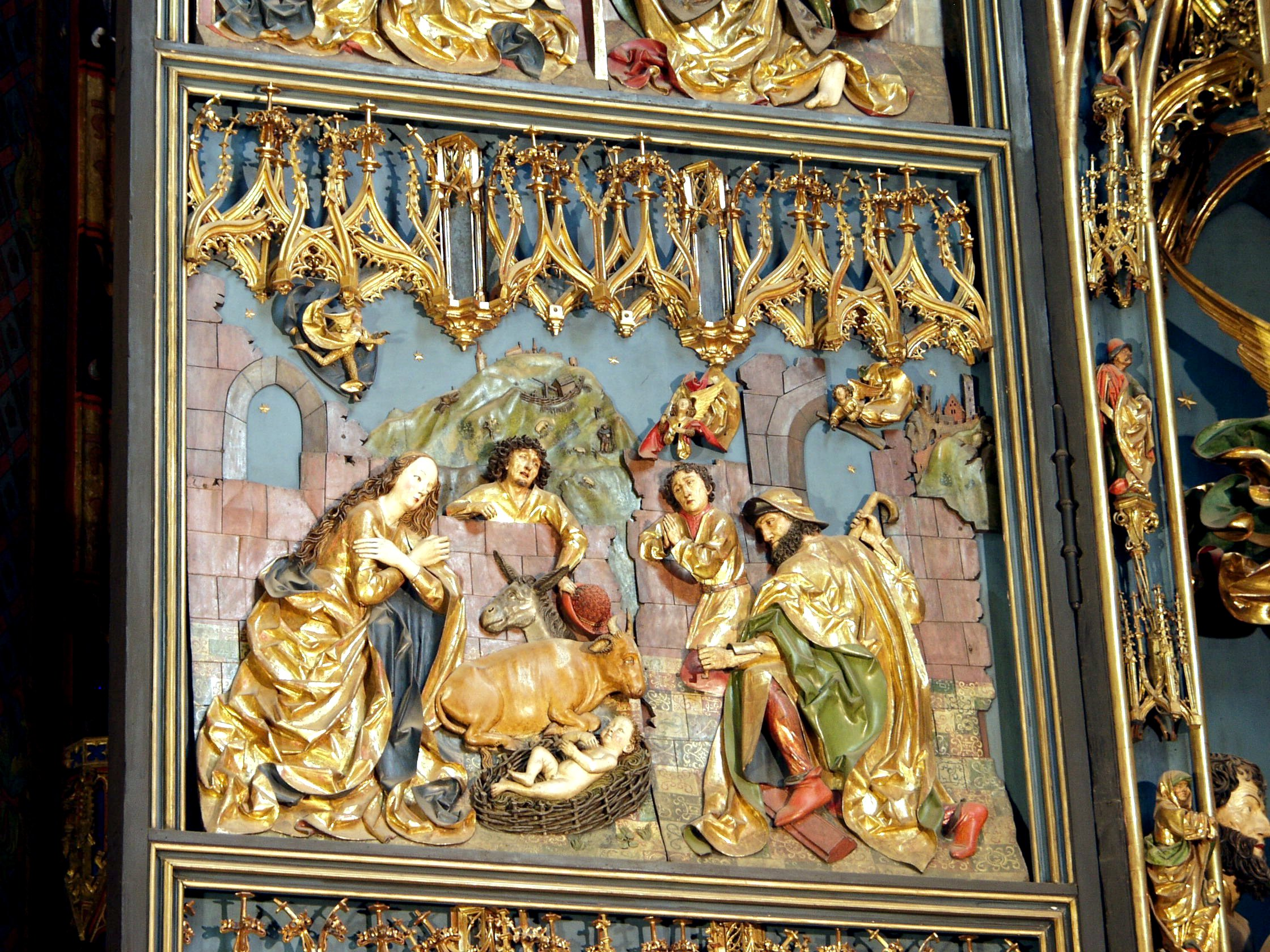
Nativitat de Crist
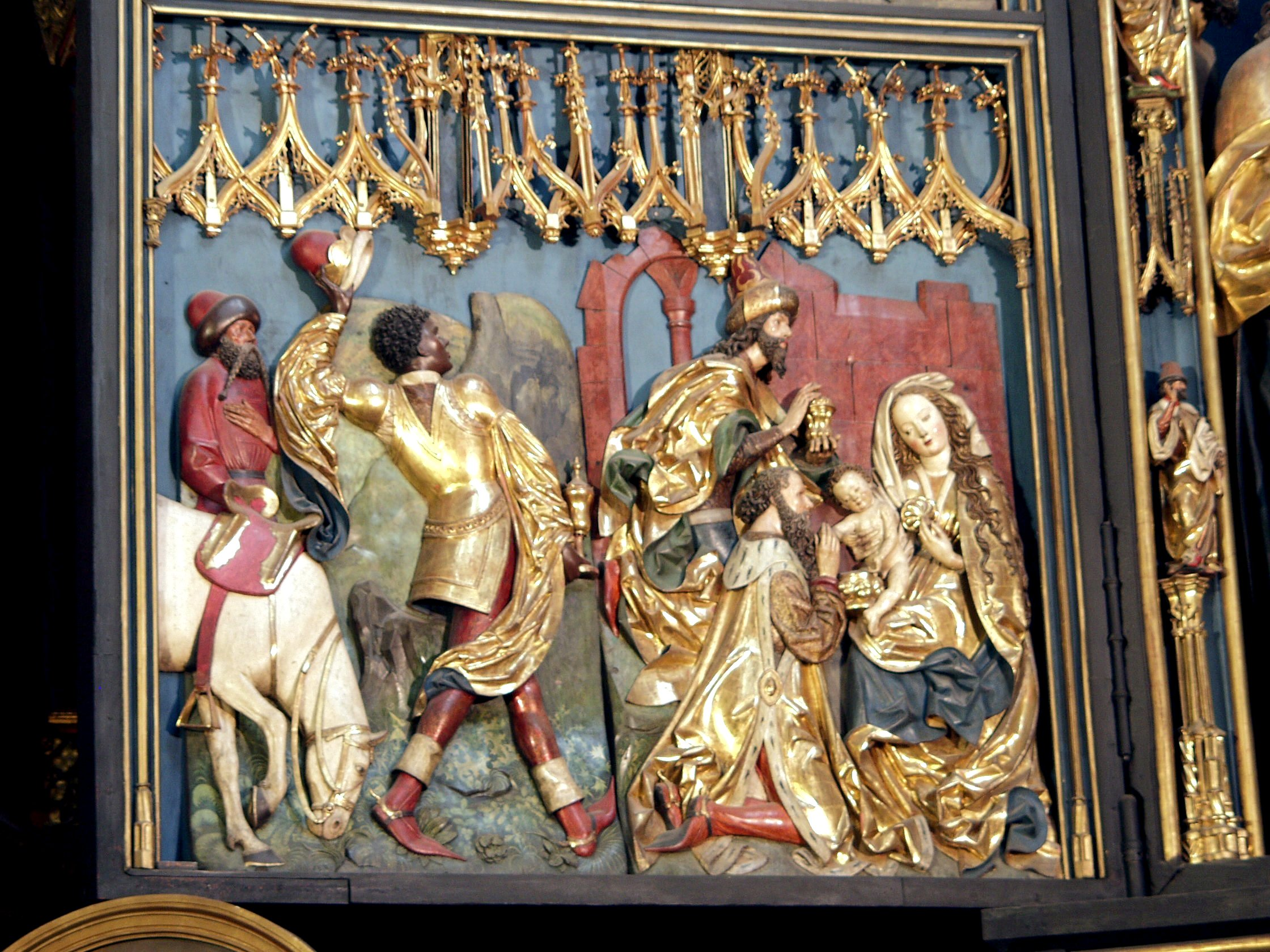
Reis d'Orient
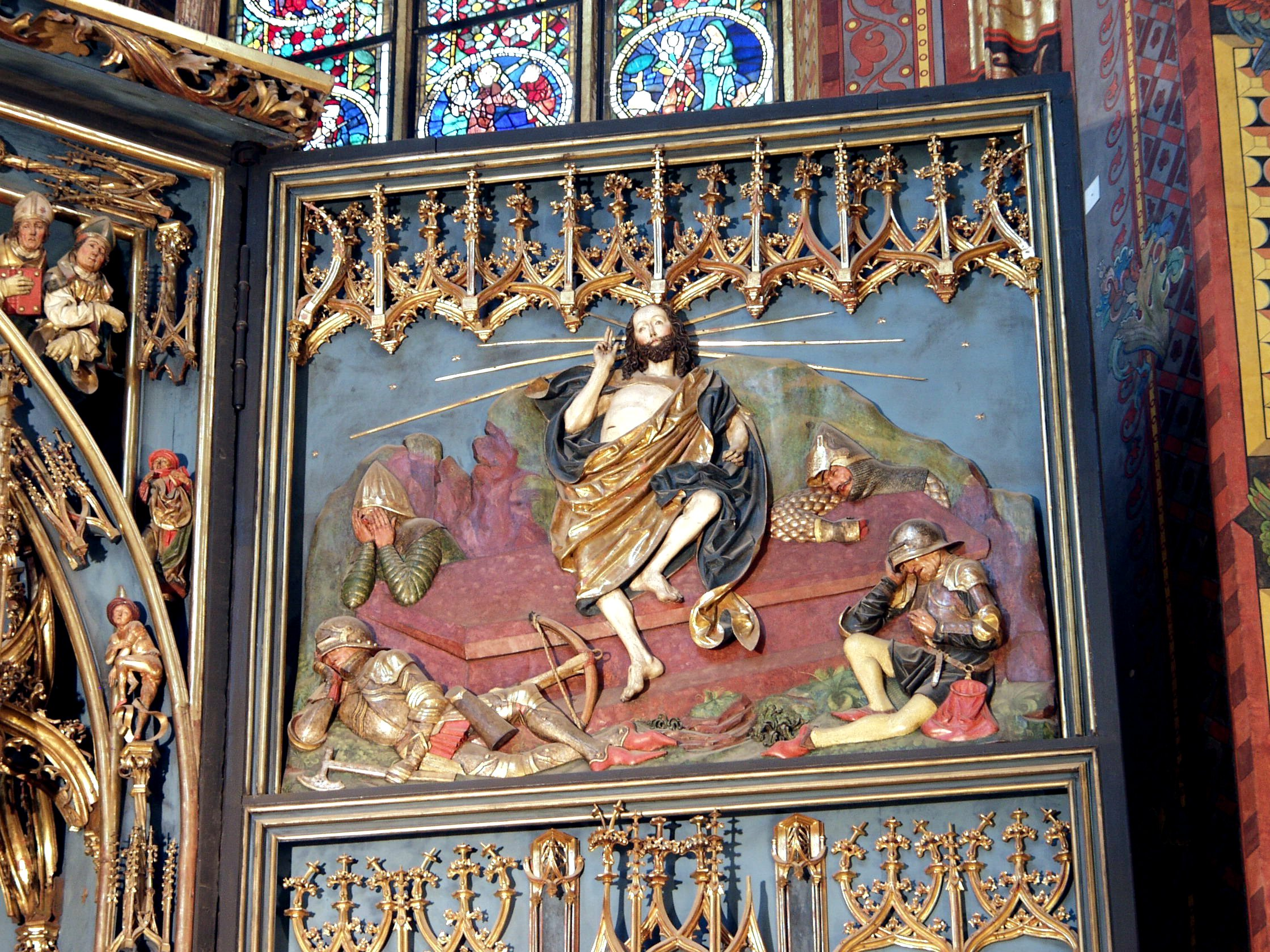
Resurrecció de Crist
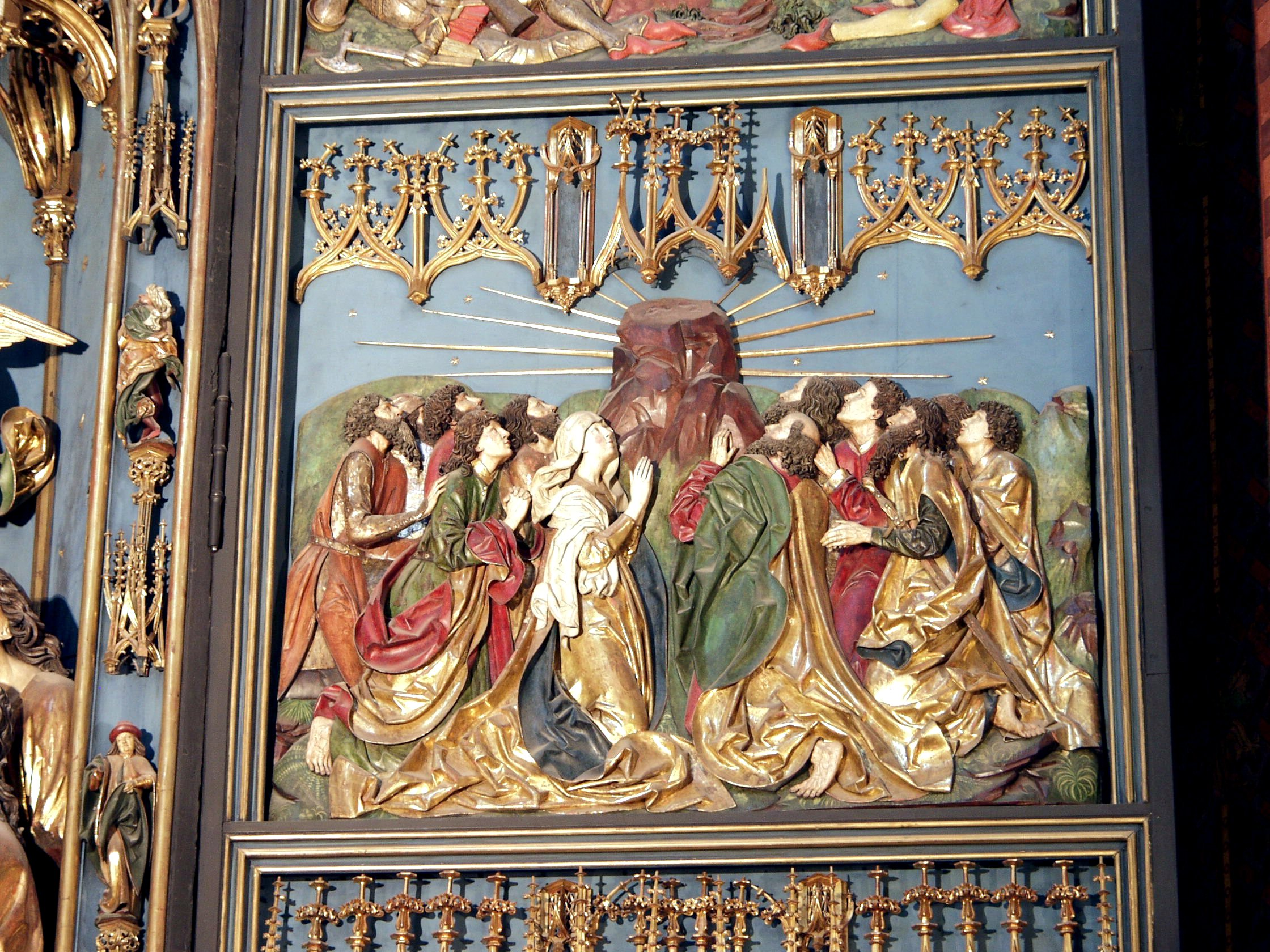
Ascensió de Crist
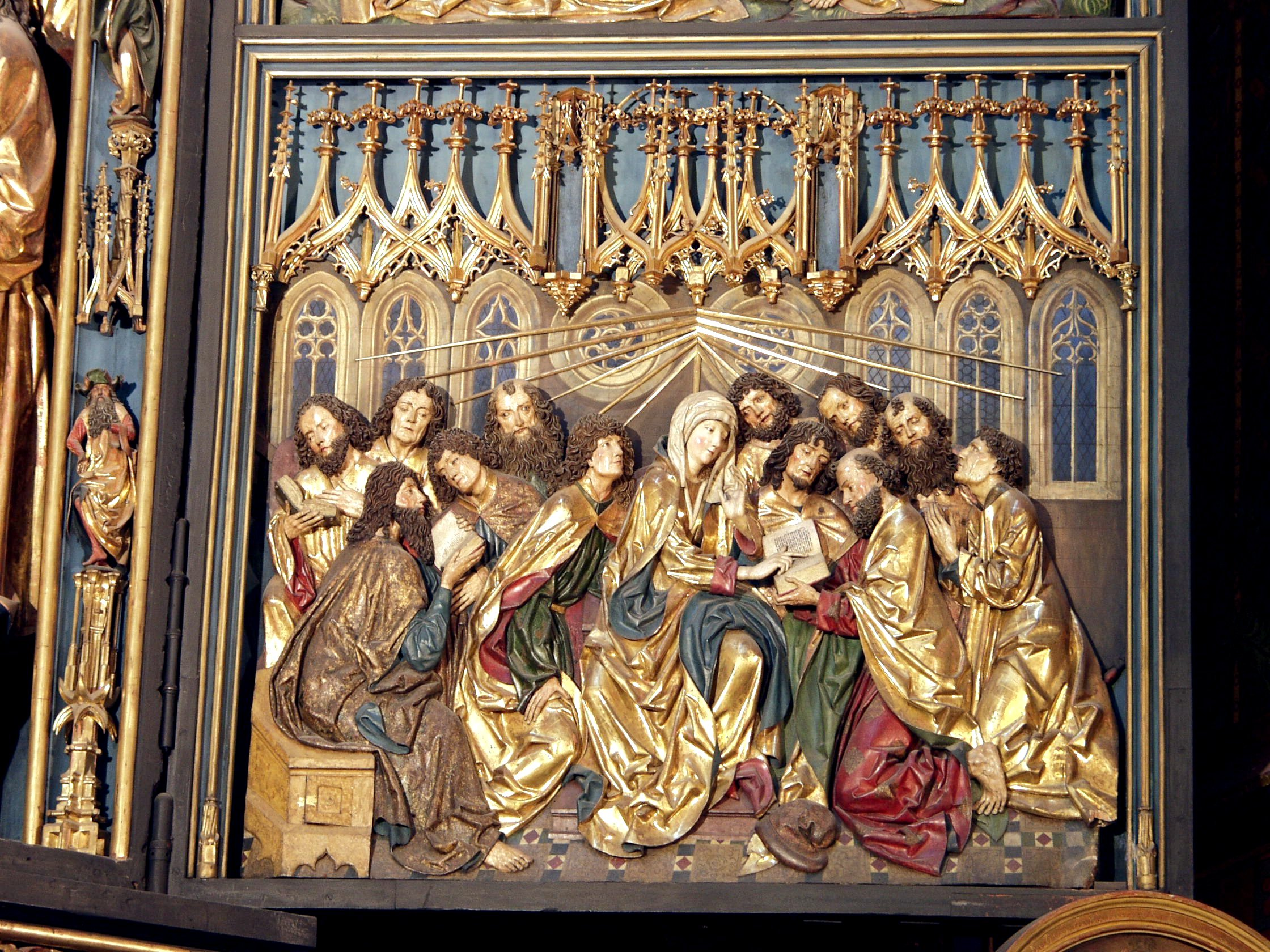
Pentecosta